# Payola
El vocablo payola (también conocido como como pay to play o «pague para emitir») es un término propio de la lengua inglesa que refiere a  la práctica de ofrecer o recibir pagos por hacer algo ilegal o encubierto, y es especialmente usado en la industria musical para referirse a esa práctica en el contexto de la reproducción de música en emisoras. 
En los distintos diccionarios, así como en el uso cotidiano, el término «payola» es sinónimo de «soborno». En el contexto de la ley de los Estados Unidos, este término se usa para aludir a la violación de una norma específica, la cual exige a medios de difusión de música informen a sus audiencias de los casos en los que hayan recibido dinero, servicios y otros bienes a cambio de la difusión de una pieza.
La base de esta práctica se puede encontrar en la necesidad de los artistas y agrupaciones musicales de que sus temas musicales suenen en la radio, para así tener difusión de su música, darse a conocer y obtener importantes contratos. Igualmente el tiempo de emisión de una canción en la radio puede influir en el aumento de venta de la misma. En palabras del fiscal general del estado de Nueva York, Eliot Spitzer, en 2005, tras multar a tres de las cuatro casas discográficas más importantes del mundo, «muestra que, contrariamente a las expectativas de los oyentes, el tiempo de emisión de los artistas está determinado por los pagos a las estaciones de radio y sus ejecutivos y no por los méritos artísticos».

### Etimología
El vocablo provene de la contracción del verbo inglés pay (pagar) y el sufijo «-ola», el cual se asocia a productos musicales propios de inicios del siglo XX, como la pianola, la Victrola, el jukebox fabricado por la empresa Rock-Ola, entre otros. El término fue acuñado en un artículo publicado el 6 de julio de 1938 de la revista Variety. El artículo refiere a las quejas de algunos grandes promotores profesionales en la industria musical debido a pagos efectuados por parte de pequeñas compañías para promocionar a sus artistas, mientras que los pequeños promotores acusan a los grandes promotores de haber sentado el ejemplo. Actualmente, el término se usa para referir a intercambios ocultos de dinero a cambio de difusión.

## Historia
Según la revista Billboard, los antecedentes de la payola existían ya en la década de 1920 en el sector del vodevil y se extendió a los big bands de las décadas de 1930 y 1940. El escándalo que saltó en noviembre de 1959 fue el resultado de la llegada del rock 'n' roll, y coincidió con los baratos discos de vinilo de 45 RPM (sencillos), un mayor poder adquisitivo de los adolescentes y que los pinchadiscos de las emisoras de radio tenían una capacidad importante de influir en la venta de estos discos.
En su testimonio ante el Congreso de los Estados Unidos, Alan Freed, el legendario pinchadiscos que supuestamente acuñó el propio término rock 'n' roll, confesó haber aceptado payola, fue arrestado, no consiguió trabajar más y murió en la pobreza en 1965.
La payola volvió a ser noticia a mediados del 2005, cuando el fiscal general del estado de Nueva York, Eliot Spitzer, anunció que había llegado a un acuerdo con el gigante Sony BMG Music Entertainment, la casa discográfica de artistas como Jennifer López y Beyonce, y formado por Sony y Bertelsmann para que pagara un multa de 10 millones de dólares.
Hacia finales del mismo año, Spitzer anunció que había llegado a un acuerdo parecido, aunque por una suma menor, con el Warner Music Group.
El año siguiente, Vivendi Universal acordó pagar 12 millones de dólares por los mismos motivos.
Entre el 2009 y 2012 se han reportado que gigantes como Universal Music Group (Madonna, Black Eyed Peas, Pussycat Dolls, LMFAO), Capitol Records (Lady Antebellum), Walt Disney Records (Miley Cyrus, Demi Lovato), Atlantic Records (Cardi B) han aplicado el uso de Payola para la promoción de los sencillos de sus artistas.

## Modalidades
Los modus operandi para el cobro de la payola varían. Entre estos se mencionan los siguientes:
- Pago en efectivo, directo a los dueños de emisoras y musicalizadores de las mismas, o a través de terceros.
- El artista cede conciertos gratuitos, o un porcentaje importante de los beneficios económicos a dueños de emisoras y musicalizadores de las mismas.
- En el contexto de la investigación científica, también se produce cuando se imposibilita la publicación de artículos mediante paywalls o formatos rígidos, y se priorizan ciertos tópicos de forma interesada y/u opaca. Véase el modelo publish or perish («publicar o morir»).
- Discográficas y productoras musicales asumen el pago de la extorsión para hacer sonar al artista que representan. Aquí se da el caso muchas veces que la discográfica o productora musical paga para que no suene un artista determinado que es competencia para su representado. Igualmente en este modo están involucradas grandes disqueras e importantes intereses económicos de la industria cultural.
- Narcotráfico y lavado de dinero. Muchas veces se oyen sonar en la radio artistas que no se les conoce una trayectoria, que nadie sabe de dónde vienen; suenan insistentemente en la radio, televisión y en conciertos por unos dos o tres meses y de repente dejan de sonar, desapareciendo de la escena musical. Son artistas fabricados por productoras de dudosa procedencia, que pagan payola y hacen eventos con el fin de lavar dinero proveniente del narcotráfico.[14][15]

## Legislación
En muchos países la payola es ilegal y en los Estados Unidos la legislación, concretamente la Ley de Comunicaciones de 1934, en sus apartados 317 y 507, obliga a las emisoras de radio y las cadenas de televisión informar a sus audiencias si el contenido se emite a cambio de contrapartidas.